# Jonathan Petersen

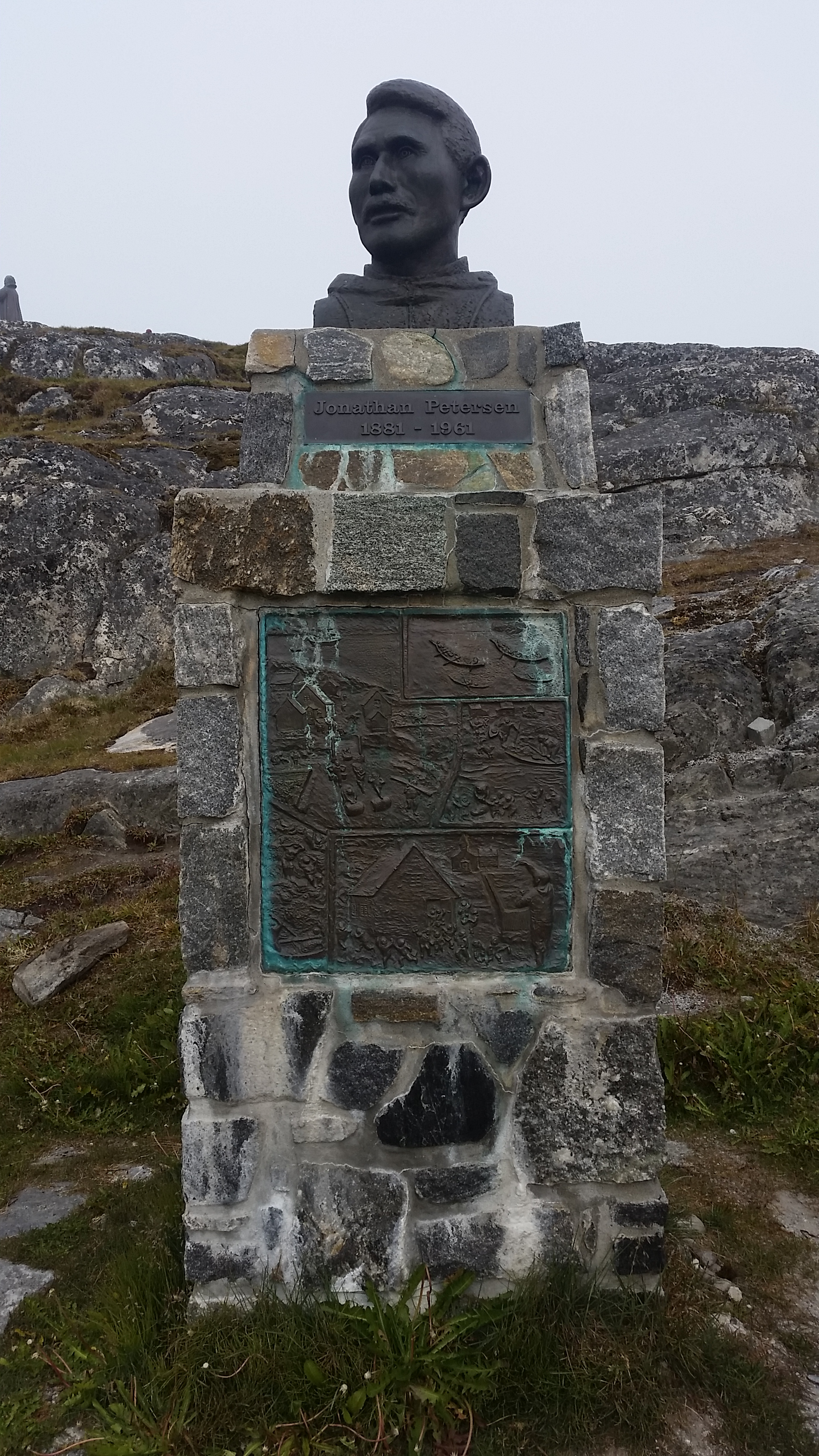
Jonathan Petersen monument (Kenny McFly).

Jonathan Petersen (07.05.1881 — 22.08.1961) foi um compositor dinamarquês. Ele compôs a música do hino nacional da Groelândia, Nunarput utoqqarsuanngoravit. A letra foi escrita por Henrik Lund, e a canção foi adoptada como hino nacional em 1916.